# Regmatodon orthostegius
Regmatodon orthostegius är en bladmossart som beskrevs av Montagne 1842 [Apr. Regmatodon orthostegius ingår i släktet Regmatodon och familjen Regmatodontaceae. Inga underarter finns listade i Catalogue of Life.